# دونا فیگلی باربیش
دونا فیگلی باربیش (۱۴ ژوئیه ۱۹۴۷) یک افسر بازنشسته ارتش ایالات متحده و یک مقام محلی منتخب در ناحیه کلمبیا است. او کهنه سرباز جنگ ویتنام است و دارای درجه سرلشکری می‌باشد. باربیش در حالی که به‌طور تمام وقت برای وزارت امور خارجه ایالات متحده کار می‌کرد، در بخش آمادگی ضد تروریسم نیز برای نیروهای ذخیره ارتش درحال فعالیت بود و در این بخش دارای تخصص بود. او به عنوان یک غیرنظامی دولتی، سازمان‌های دولتی نظامی و غیرنظامی را در زمینه ارائه حمایت‌های پزشکی در پی حملات تروریستی آموزش می‌داد.

## اوایل زندگی و شروع کار
باربیش در ۱۴ ژوئیه ۱۹۴۷ در یکی از بخش‌های پنسیلوانیا به دنیا آمد. او دختر دیوید آ. فیگلی و جین فیگلی است. او در سال ۱۹۶۵ از دبیرستان کارتیرزولی فارغ‌التحصیل شد و در دانشکده پرستاری بیمارستان کلمبیا در ویلکینزبورگ مشغول به تحصیل شد.
در سال ۱۹۶۷، باربیش در ارتش ایالات متحده ثبت نام کرد و در برنامه آموزشی پرستاران ارتش شرکت کرد. دو سال بعد، او به بیمارستان واحد ۹۱ در منطقه نظامی چولای در ویتنام جنوبی فرستاده شد و یک سال در آنجا خدمت کرد.

## تحصیلات
باربیش مدرک لیسانس خود را در رشته بیهوشی و آموزش از دانشگاه کالیفرنیایِ پنسیلوانیا دریافت کرد. او بعد از دریافت مدرک لیسانس خود، مدرک کارشناسی ارشد مدیریت بهداشت عمومی را از دانشکده پزشکی دانشگاه کارولینای شمالی دریافت کرد. علاوه بر این، او دارای دکترا در مدیریت بهداشت و رهبری از دانشگاه پزشکی کارولینای جنوبی است. تحصیلات نظامی او شامل دوره افسری فرماندهی و ستاد کلی وزارت پزشکی ارتش از دانشکده جنگ ارتش ایالات متحده است.

## ادامه خدمت

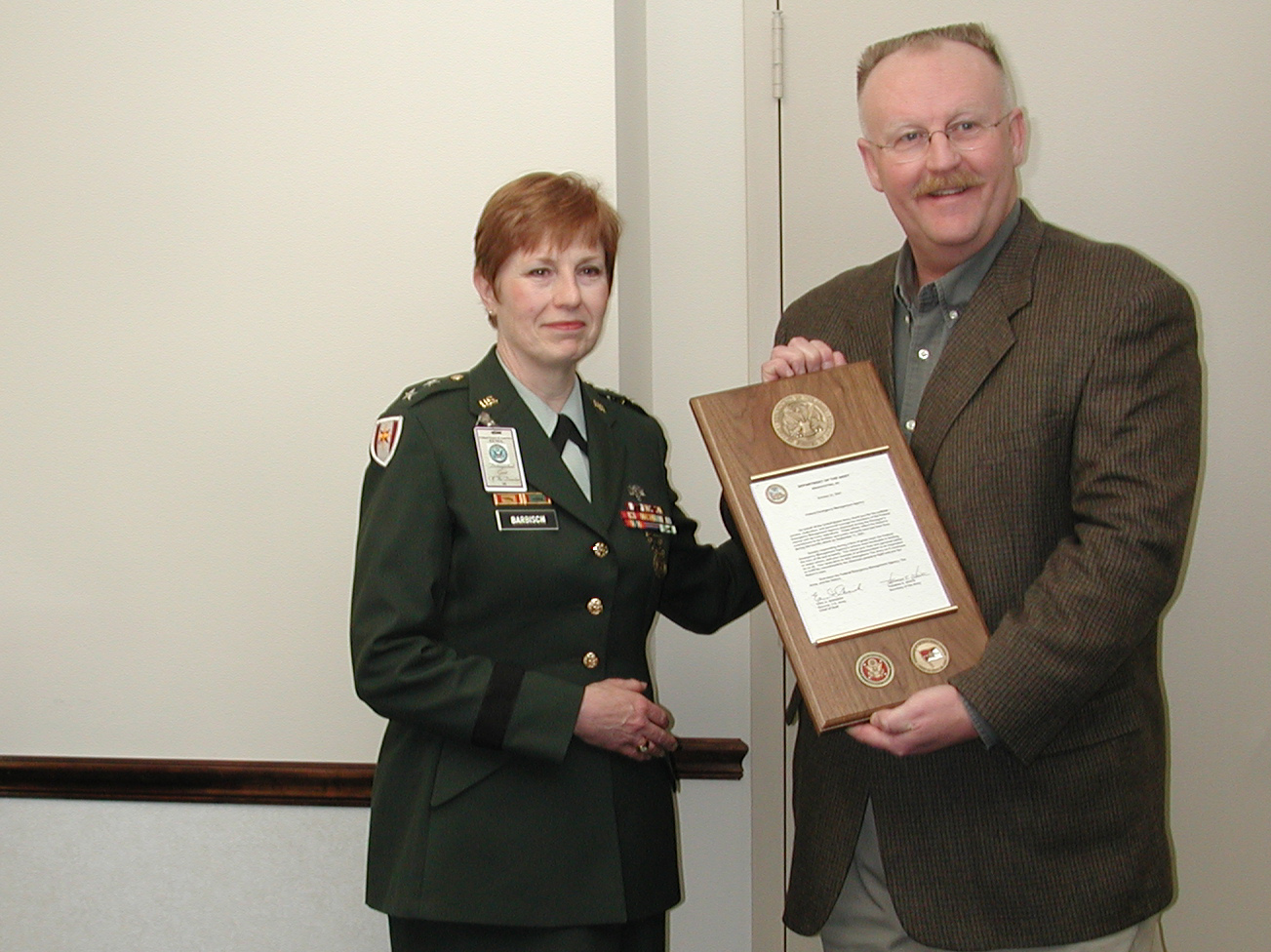
باربیش لوحی را به مدیر «سازمان مدیریت بحران فدرال» تقدیم می‌کند تا کمک‌های این سازمان را در حمایت از وقایع پس از حملات ۱۱ سپتامبر را از طرف پنتاگون گرامی بدارد.

باربیش پس از خدمت در ویتنام، فعالیت در حرفه نظامی خود را به صورت فعال و به عنوان عضوی از نیروهای ذخیره ارتش ایالات متحده ادامه داد. او فرماندهی واحد ۳۵۰ بیمارستان جراحی ارتش در گرین‌ویل، کارولینای شمالی و مدیریت مطالعات یکپارچه‌سازی اجزای ذخیره ارتش در بخش‌های فرماندهی، رهبری و مدیریت آموزشی را بر عهده گرفت. باربیش بعداً به عنوان معاون سوم فرماندهی پزشکی برای بخش پشتیبانی نیز خدمت کرد و در سال ۱۹۹۸ به درجه سرتیپ ارتقا یافت.
باربیش پایان‌نامه دکترای خود را در سال ۱۹۹۹ در مورد حملات شیمیایی، بیولوژیکی و هسته‌ای نوشت که بر چهار رویداد تروریسم متمرکز بود. هنگامی که حملات ۱۱ سپتامبر رخ دادند، او برای استخدام در یک بخش غیرنظامی در آنکارا حضور داشت اما مجبور به توجیه کارکنان وزارت امور خارجه در مورد واکنش دولت آمریکا در پی این حملات تروریستی شد.
در سال ۲۰۰۲، باربیش به درجه سرلشکری ارتقا یافت. از جمله مأموریت‌های او در درجه سرلشکری، خدمت به عنوان دستیار نظامی معاون وزارت دفاع بود. او در سال ۲۰۰۵ بازنشسته شد و جوایز او شامل مدال خدمات برتر دفاعی، مدال خدمات شایستگی، مدال دستاورد اجزای ذخیره ارتش، مدال خدمات دفاع ملی، مدال خدمات ویتنام، مدال ذخیره نیروهای مسلح، روبان خدمات ارتش، قطعات ذخیره ارتش، ترامون قطعات در خارج از کشور است. صلیب گالانتری جمهوری ویتنام با نخل، استناد واحد اقدامات مدنی جمهوری ویتنام، مدال کمپین ویتنام، و نشان پزشکی میدانی متخصص بود.

## پس از بازنشستگی
باربیش پس از بازنشستگی به عنوان یکی از اعضای هیئت مدیره بنیاد زنان ارتش خدمت کرد. او همچنین رئیس "Global Deterrence Alternatives" بود. این سازمان یک سازمان تجاری مشاوره‌ای بود که مشاوره و راهنمایی در مورد بازدارندگی تروریسم و ایجاد ظرفیت برای پاسخگویی به بلایا را ارائه می‌کرد. باربیش یک همکار برجسته و عضو هیئت علمی وابسته در مرکز زیرساخت‌های حیاتی دانشگاه جورج میسون نیز محسوب می‌شد. او همچنین در هیئت مشاوران تحریریه مجله پزشکی بلایای طبیعی و آمادگی بهداشت عمومی انجمن پزشکان آمریکا فعالیت می‌کرد.
در سال ۲۰۲۰، باربیش به عضویت کمیسیون محلی مشاوره‌ای ناحیه کلمبیا از بخش دوم درآمد. منطقه تحت نفوذ او در بخش دوم کلمبیا، شامل مجموعه واترگیت، یادبود لینکلن و رودخانه پوتوماک بود. او دوره مسئولیت خود را در ۲ ژانویه ۲۰۲۱ آغاز کرد.

## خانواده
باربیش مادر دو دختر به نام‌های ربکا و پاتریشیا است که هر دو به‌عنوان مهندس مشغول به کار هستند.